# Gilbertsville (Kentucky)
Gilbertsville – jednostka osadnicza w Stanach Zjednoczonych, w stanie Kentucky, w hrabstwie Marshall.